# Ласкин, Николай Матвеевич
Николай Матвеевич Ласкин (24 мая 1903, д. Коурцево, Никольский уезд, Вологодская губерния, Российская империя — 21 февраля 1962, Свердловск, РСФСР, СССР) — советский военачальник, генерал-майор (22 февраля 1944).

## Биография
Родился 24 мая 1903 года в деревне Коурцево Байдаровской волости Никольского уезда Вологодской губернии (ныне — деревня Ковырцево Никольского района Вологодской области). Русский.
В годы Гражданской войны работал надсмотрщиком в Никольской и Тотемской почтово-телеграфных конторах Вологодской губернии, с ноября 1920 года — секретарем Никольской уездной комиссии по борьбе с трудовым дезертирством, с марта 1921 года — секретарём Никольского уездного народного суда.

### Военная служба

#### Межвоенные годы
5 августа 1921 года поступил курсантом на 73-и пехотные курсы комсостава в городе Новгород. После их расформирования в апреле 1922 года был переведён в 1-ю объединённую военную школу им. ВЦИК в Москве. После окончания последней с октября 1924 года служил в 37-м стрелковом полку 13-й Дагестанской стрелковой дивизии СКВО командиром взвода, политруком роты и командиром роты. В его составе в августе — сентябре 1925 года участвовал в ликвидации бандитизма в Чечне. В ноябре 1929 года убыл в распоряжение штаба ОКДВА в город Чита, затем с января 1930 года проходил службу командиром роты, пом. начальника полковой школы и пом. начальника штаба полка в 107-м стрелковом полку 36-й стрелковой дивизии 18-го стрелкового корпуса. С августа 1931 года исполнял должность помощника начальника 1-й (оперативной) части штаба дивизии в составе Забайкальской группы войск (г. Чита), а в мае 1934 года назначен начальником штаба 108-го стрелкового полка.
В октябре 1936 года капитан Ласкин был переведён преподавателем тактики в Свердловское пехотное училище, а с марта 1937 года там же командовал батальоном курсантов. Указом ПВС СССР от 22 февраля 1938 года за успехи в подготовке военных кадров он был награжден орденом Красной Звезды. С апреля 1938 года служил в штабе УрВО начальником 2-го отдела. С августа 1939 года по май 1940 года находился в командировке по спецзаданию в Китае. После возвращения в СССР вновь проходил службу в штабе УрВО начальником отдела боевой подготовки.
В июне 1941 года на базе войск УрВО была сформирована 22-я армия. Полковник Ласкин Н. М. назначается начальником отдела боевой подготовки армии.
В середине июня 1941 года в соответствии с Директивой Народного Комиссара Обороны СССР началась передислокация армии в Западный Особый военный округ.

#### Великая Отечественная война
25 июня 1941 года 22-я армия вошла в состав группы армий Резерва ГК (Второй Стратегический эшелон РККА). Развёртывание армии производилось на рубеже Себежский укрепрайон — Полоцкий укрепрайон — Витебск по реке Западная Двина.
2 июля 1941 года 22-я армия из войск Второго Стратегического эшелона РККА передаётся в состав Западного фронта. Не закончив сосредоточения и развёртывания, её войска вступили в сражение с соединениями 3-й танковой группы немецко-фашистских войск.
16 июля полковник Ласкин принял командование 170-й стрелковой дивизией 62-го стрелкового корпуса 22-й армии и участвовал в Смоленском сражении на великолукском направлении.
С 25 августа по 18 сентября 1941 года находился с дивизией в окружении под Великими Луками; вышел с отрядом в 150 человек в форме, с документами и оружием. После этого был направлен в город Киров, где с 19 ноября принял командование формирующейся 86-й отдельной стрелковой бригадой. В феврале 1942 года бригада убыла на Северо-Западный фронт, а в мае была включена в состав 53-й армии и вела бои против демянской группировки противника рубеже нас. пунктов Молвотица, Б. Князево, на реке Ловать. В марте 1943 года бригада участвовала в Демянской наступательной операции, но уже на третий день была выведена в резерв Ставки ВГК.
В апреле 1943 года в селе Турынино Тульской области на базе бригады была сформирована 63-я стрелковая дивизия, а полковник Ласкин утвержден ее командиром. В конце месяца она была сосредоточена в районе западнее Юхнова, а 14 июля направлена на Западный фронт в 21-ю армию и участвовала с ней в Смоленской, Ельнинско-Дорогобужской наступательных операциях. Ее части преследовали отступающего противника в направлении Лога, Никольское, Ельня, затем в районе м. Баево перешли к обороне. С 19 октября 1943 года дивизия в составе 33-й и 5-й армий Западного и 3-го Белорусского (с апреля 1944 г.) фронтов находилась в обороне в районе Железково, Лапыревщина (Смоленская обл.). С 22 по 22 июня в составе 5-й армии 3-го Белорусского фронта участвовала в Витебско-Оршанской наступательной операции. 2 июля 1944 года за отличия в боях по прорыву витебского укрепрайона противника южнее города Витебск и на оршанском направлении севернее реки Днепр, а также за овладение городом Витебск ей было присвоено почетное наименование «Витебская». В последующем дивизия успешно действовала в Вильнюсской и Каунасской наступательных операциях. За овладение городом Вильнюс она была удостоена ордена Красного Знамени (25.7.1944). С 3 по 14 августа 1944 года дивизия находилась в резерве 72-го стрелкового корпуса, затем с упорными боями вышла на границу с Восточной Пруссией на рубеже Глобеле, Байорайце, Дворишкен, по восточному берегу реки Шешупа, где отражала контратаки пехоты и танков противника. С октября её части принимали участие в Гумбиненской наступательной операции. Указом ПВС СССР от 14 ноября 1944 года за бои при прорыве обороны противника и вторжение в пределы Восточной Пруссии дивизия была награждена орденом Суворова 2-й ст. С 13 января 1945 г. она принимала участие в Инстербургско-Кёнигсбергской и Восточно-Прусской наступательных операциях 30 января «за потерю управления дивизией» генерал-майор Ласкин был отстранён от командования и зачислен в резерв Военного совета 5-й армии, затем после разбирательства 25 февраля восстановлен в прежней должности и вёл с бои по разгрому немецких частей в Восточной Пруссии. В конце апреля командирован на учебу на ВАК при Высшей военной академии им. К. Е. Ворошилова.
За время войны комдив Ласкин был семь раз персонально упомянут в благодарственных в приказах Верховного Главнокомандующего.

#### Послевоенное время
В ноябре 1945 года окончил курсы и был назначен начальником Управления боевой и физической подготовки Бакинского ВО, а с мая 1946 года исполнял должность начальника Управления и инспектора боевой и физической подготовки ЗакВО. С января 1949 года служил в той же должности в Вост.-СибВО, а с января 1951 года — в ГСОВГ.
В июне 1952 года переведен на должность начальника отдела боевой и физической подготовки УрВО (с июля 1954 г. — пом. командующего и начальник отдела боевой подготовки округа, с марта 1953 г. — зам. командующего по боевой подготовке и начальник Управления боевой подготовки округа).
7 сентября 1959 года генерал-майор Ласкин уволен в запас.

### Семья
Был женат на Ласкиной Марии Георгиевне (развелся в 1952 году).

## Награды
- орден Ленина (05.11.1946)[4]
- три ордена Красного Знамени (31.08.1944[5], 03.11.1944[6][4], 19.11.1951[4])
- орден Суворова 2-й степени (03.07.1944)[7]
- орден Кутузова 2-й степени (28.09.1943)[8]
- орден Богдана Хмельницкого 2-й степени (19.04.1945)[9]
- орден Красной Звезды (22.02.1938)[8]
  - медали в том числе:
  - «За победу над Германией в Великой Отечественной войне 1941—1945 гг.» (09.05.1945)
  - «За взятие Кёнигсберга» (1945)

Приказы (благодарности) Верховного Главнокомандующего в которых отмечен Н. М. Ласкин.
- За овладение оперативно важным, крупным узлом дорог и важнейшим опорным пунктом обороны смоленского направления — городом Ельня. 31 августа 1943 года № 6.
- За прорыв сильно укреплённой и развитой в глубину обороны Витебского укреплённого района немцев, южнее города Витебск, на участке протяжением 30 километров, продвижение в глубину за два дня наступательных боев до 25 километров и расширение прорыва до 80 километров по фронту. 24 июня 1944 года № 116.
- За освобождение столицы Литовской Советской Республики города Вильнюс от фашистских захватчиков. 13 июля 1944 года № 136.
- За овладение штурмом городом и крепостью Каунас (Ковно) — оперативно важным узлом коммуникаций и мощным опорным пунктом обороны немцев, прикрывающим подступы к границам Восточной Пруссии. 1 августа 1944 года № 161.
- За овладение мощными опорными пунктами обороны противника — Ширвиндт, Наумиестис (Владиславов), Виллюнен, Вирбалис (Вержболово), Кибартай (Кибарты), Эйдткунен, Шталлупенен, Миллюнен, Вальтеркемен, Пиллюпенен, Виштынец, Мелькемен, Роминтен, Гросс Роминтен, Вижайны, Шитткемен, Пшеросьль, Гольдап, Филипув, Сувалки на территории Восточной Пруссии. 23 октября 1944 года № 203.
- За овладение штурмом укреплёнными городами Пилькаллен, Рагнит и сильными опорными пунктами обороны немцев Шилленен, Лазденен, Куссен, Науйенингкен, Ленгветен, Краупишкен, Бракупенен. 19 января 1945 года № 231.
- За овладение штурмом в Восточной Пруссии городом Инстербург — важным узлом коммуникаций и мощным укреплённым районом обороны немцев на путях к Кенигсбергу. 22 января 1945 года № 240.